# Neil Levang
Neil Levang (* 3. Januar 1932 in Adams, North Dakota; † 26. Januar 2015 in Canyon Country, Kalifornien) war ein US-amerikanischer Gitarrist, Violinist und Banjospieler.
Er ist unter anderem für seine Instrumentalversion des Songs (Ghost) Riders in the Sky bekannt.

## Leben
Levang wuchs auf einer Farm in North Dakota als jüngerer Sohn einer Familie schwedischer und norwegischer Herkunft auf. Seine Familie siedelte nach Riverside, Kalifornien um, als er 13 Jahre alt war. Er begann daraufhin, in lokalen Bands zu spielen und trat 1948 unter anderem als Begleitmusiker von Jimmy Wakely auf. 1951 trat er der United States Coast Guard bei und wurde in der Folge in Seattle stationiert. Dort spielte er in der Countryband Texas Jim Lewis and his Lonestar Cowboys und moderierte im lokalen Radio. 1959 wurde er als bester Mandolinenspieler bei den Country Music Association Awards nominiert. Im selben Jahr wurde er als Gitarrist und Banjospieler für Lawrence Welks Fernsehshow The Dodge Dancing Party engagiert, in der er bis zur letzten Sendung 1982 mitwirkte.
Im Laufe seiner Karriere arbeitete Levang als Studiomusiker für eine Reihe namhafter Künstler, darunter Elvis Presley, Frank Zappa, Dean Martin und Neil Diamond, im Bereich des Jazz auch mit Johnny Hodges, George Shearing und Jimmy Witherspoon.